# Verney TD 5
Le Verney TD 5 est un autocar lancé en juillet 1974 par la compagnie S.A.M.V (Société des Autobus & Matériels Verney) puis sera repris en 1976 par CBM au Mans et stoppé la même année en avril, qui le nommeront CBM LMC 12/A.

## Historique
Successeur des Verney TC 4 et TC 5, il sera remplacé par les LMC 11 et LMC 12.

## Caractéristique
Il est propulsé par le moteur six cylindres en lignes DAF DU 825 de 8,3 L faisant 233 ch DIN. Il dispose de 53 places assises. La version tourisme reçoit des enjoliveurs de roue et des housses de têtières. Il existe également une version ligne.
Cet autocar est pourvu d'une carrosserie ABS thermo fermée, élaborée au Mans. Cette matière est coûteuse et ne sera pas présente sur la gamme CBM par la suite. Ses roues sont indépendantes, ce qui est rare dans le domaine autocar et sa suspension est pneumatique.